# Kanton Perpignan-2
Der Kanton Perpignan-2 ist seit 1973 ein französischer Wahlkreis im Arrondissement Perpignan, im Département Pyrénées-Orientales und in der Region Okzitanien.

## Gemeinden
Der Kanton besteht aus vier Gemeinden und Gemeindeteilen mit insgesamt 31.076 Einwohnern (Stand: 1. Januar 2022) auf einer Gesamtfläche von 38,87 km²:
| Gemeinde                   | Einwohner 1. Januar 2022 | Fläche km² | Dichte Einw./km² | Code INSEE | Postleitzahl |
| -------------------------- | ------------------------ | ---------- | ---------------- | ---------- | ------------ |
| Bompas                     | 7.712                    | 5,70       | 1.353            | 66021      | 66430        |
| Perpignan                  | 15.297                   | 15,67      | 976              | 66136      | 66000, 66100 |
| Sainte-Marie-la-Mer        | 4.749                    | 10,29      | 462              | 66182      | 66470        |
| Villelongue-de-la-Salanque | 3.318                    | 7,21       | 460              | 66224      | 66410        |
| Kanton Perpignan-2         | 31.076                   | 38,87      | 799              | 6607       | –            |

1. ↑   Nur der nordöstliche Teil der Gemeinde, der Rest verteilt sich auf die Kantone Perpignan-1, Perpignan-3, Perpignan-4, Perpignan-5 und Perpignan-6.

Bis zur landesweiten Neuordnung der französischen Kantone im März 2015 gehörte zum Kanton Perpignan-2 ein Teil der Gemeinde Perpignan. Er besaß vor 2015 den INSEE-Code 6609.